# Titularbistum Tiflis
Tiflis (auch Tephlis) ist ein Titularbistum der römisch-katholischen Kirche. Es war Suffragan von Soltania.
| Titularbischöfe von Tiflis |                              |                                                                 |                   |                   |
| Nr.                        | Name                         | Amt                                                             | von               | bis               |
| 1                          | Heinrich Vuyst (Wust) O.F.M. | Weihbischof in Paderborn                                        | 31. Dezember 1462 | 1468              |
| 2                          | Johannes Imminck O.S.A.      | Weihbischof in Paderborn, 1472–1484 auch Weihbischof in Münster | 10. Juli 1469     | 14. April 1493    |
| 3                          | Albert Engel O.F.M.          | Weihbischof in Paderborn                                        | 18. April 1493    | 18. November 1500 |
| 4                          | Johannes Schneider O.F.M     | Weihbischof in Paderborn und Minden                             | 19. April 1507    | 27. März 1551     |
| 5                          | Stephanus Autandil           |                                                                 | 24. Mai 1785      | 6. Dezember 1794  |